# Lepcha jezik
Lepcha jezik (lapche, nünpa, rong, rongke, rongpa; ISO 639-3: lep), jezik plemena Lepcha ili Róng kojim govori 48 000 ljudi u Indiji (2007) na području Sikkim (distrikt Dzongu) i Zapadnog Bengala (distrikt Darjeeling), te susjednim predjelima Butana 2 000 (2006), i Nepala (distrikt Ilam; 2 830, 2001. popis)).
Lepcha je jedini predstavnik podskupine lepcha ,dio šire skupine tibetsko-kanaurskih jezika. Ima nekoliko dijalekata: ilammu, tamsangmu i rengjongmu, a piše se vlastitim ili tibetskim pismom

## Vanjske poveznice
- Ethnologue (14th)
- Ethnologue (15h)